# Santo Stefano d'Aveto
Santo Stefano d'Aveto (San Stêva d'Àveto in ligure) è un comune italiano di 986 abitanti della città metropolitana di Genova in Liguria.

## Geografia fisica

### Territorio

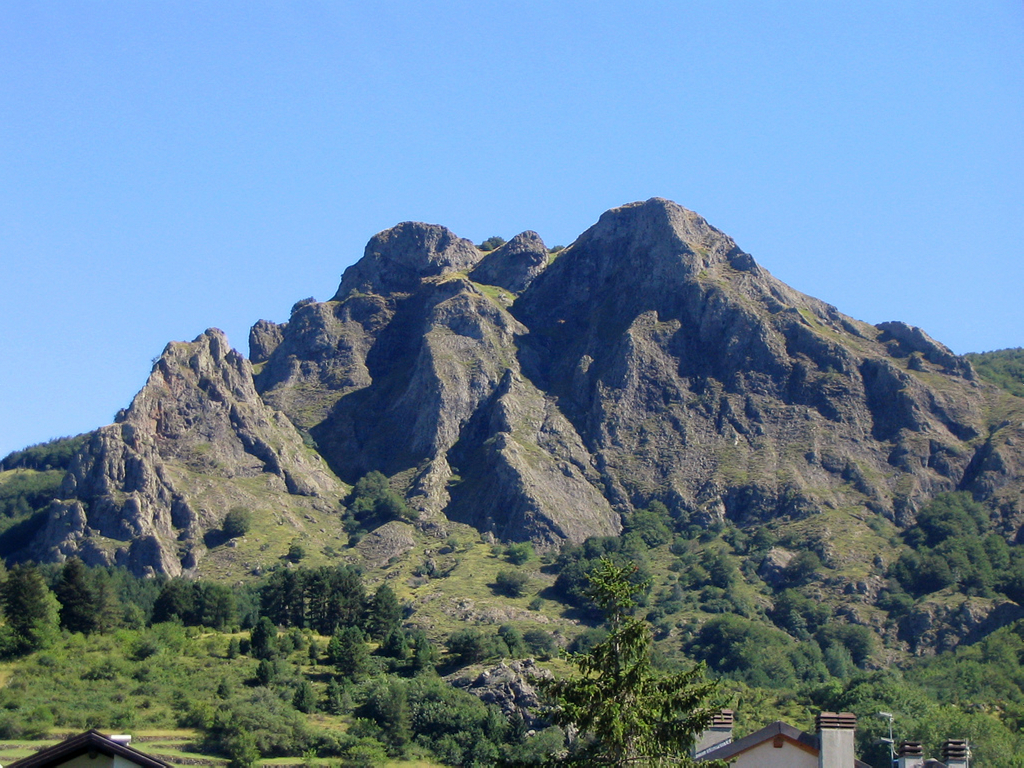
Il monte Groppo Rosso dominante il paese

Il territorio comunale è ubicato in val d'Aveto, nei pressi del fiume Aveto, in una conca alpestre dominata dalla sommità del monte Maggiorasca (1.809 m) e del monte Bue (1.775 m). Situato a 1.012 m s.l.m. ad est di Genova, è il comune più elevato della Liguria.
Dal paese e dalle diverse frazioni sono possibili diverse escursioni naturalistiche verso il monte Groppo Rosso (1592 m), al monte Roncalla (1658 m), al Maggiorasca (1804 m), al monte Penna (1735 m) - raggiungibile dall'abitato di Casoni - e al monte Aiona (1702 m); quest'ultimo è raggiungibile dalla frazione di Amborzasco.
Tra le altre vette del territorio il monte Bue (1777 m), il monte Picchetto (1774 m), il monte Croce Martincano (1723 m), il Groppo delle Ali (1698 m), il monte Nero (1676 m), la Rocca del Prete (1666 m), il monte Cantornoro (1654 m), il monte Cerighetto (1527 m), il monte Chiodo (1466 m), il monte Martellina (1443 m), il monte Romezzano (1422 m), il monte di Mezzo (1329 m), il Poggio di Gavadi (1216 m).
Il suo territorio fa parte del Parco naturale regionale dell'Aveto.

### Clima
La Liguria viene spesso accostata al clima mite mediterraneo delle sue coste, caratterizzato da inverni miti ed estati calde, ma non appena ci si addentra nell'entroterra la situazione cambia radicalmente. Grazie alla sua altitudine, Santo Stefano d'Aveto gode di un clima prettamente appenninico, con estati fresche ed inverni freddi e mediamente nevosi. In estate le temperature sono gradevoli e solo in concomitanza di forti ondate di calore si possono superare i 30 °C, le giornate sono spesso raffrescate da temporali pomeridiani e non a caso la val d'Aveto è una delle zone più piovose della Liguria.
Gli inverni non sono particolarmente freddi, sia per l'orientamento a sud, sia per avere alle spalle monti che fungono da riparo dai venti settentrionali, ma la neve può fare comparsa più volte in paese, anche abbondantemente. Salendo di quota, già nella frazione di Rocca d'Aveto la neve è più frequente, fino ad arrivare al Prato della Cipolla e al monte Bue dove le nevicate sono decisamente più frequenti e abbondanti e le temperature possono raggiungere i -15 nelle giornate più fredde (-19 nel 2018). La relativa vicinanza al mare, però, ne fa oggetto di richiami miti e umidi da sud che portano la pioggia in quota anche in pieno inverno. Le nevicate possono protrarsi fino ad aprile, ma in qualche caso possono arrivare fino alle porte dell'estate: negli annali sono ricordate le eccezionali nevicate a Rocca d'Aveto (1.255 metri) nel giugno 2006 in cui caddero 10 cm di neve; il 25 maggio 2013, la coltre bianca ricoprì anche il paese, così come nel recente 5 maggio 2019.

## Storia
Istituzione di origine pre-romana è quella della "comuneglia", unico esempio in Liguria e invece tipica di alcune zone del Trentino. La comuneglia è di fatto una zona montana, che a Santo Stefano d'Aveto va da un certo sentiero orizzontale che taglia tutta la valle fino alle vette. La zona quindi appartiene a tutti i cittadini, una volta solo ai nativi, ora tutti i residenti. Tutti sono proprietari e hanno pari diritti sul territorio e sugli eventuali proventi delle zone interessate dalla comuneglia. In epoche non recenti la comuneglia era gestita da un'assemblea che si riuniva in piazza e votava per alzata di mano.

Ponte sul torrente Gramizza

L'insediamento umano in questa zona probabilmente risale all'epoca preistorica e divenne ben presto centro importante della val d'Aveto, soprattutto per la favorevole posizione geografica, confine tra diverse culture locali, in primis la civiltà dei Liguri. Secondo alcune fonti storiche proprio alle pendici del monte Penna si svolse una delle ultime battaglie dell'Impero romano per la dominazione sui Liguri.
Nel XII secolo il feudo di Santo Stefano e l'intera valle furono ceduti alla famiglia Malaspina da Federico Barbarossa tramite un diploma imperiale. Questi ultimi dotarono il villaggio e il territorio circostante di numerose fortificazioni e castelli, tra cui l'ancora presente castello malaspiniano presso il paese. Successivamente, nel 1495, i conti Fieschi di Lavagna, già presenti nelle altre valli adiacenti, comprarono il feudo dagli stessi Malaspina e tale vendita a Giovanni Luigi Fieschi fu confermata dall'imperatore Massimiliano I prima e da Carlo V poi.
Nel 1547, a seguito della celebre e storica congiura dei Fieschi, contro la famiglia genovese Doria, il territorio fu assoggettato a questi ultimi, nella persona dello stesso ammiraglio Andrea Doria, e inglobato quindi nei territori della Repubblica di Genova. La proprietà del feudo santostefanese passò dal 1649 alla discendenza dei Doria Pamphilj. La nuova dominazione della famiglia Doria causò nel tempo malcontento tra la popolazione locale, a causa dei continui soprusi e malgoverno del feudo, che scatenò una vera e propria insurrezione popolare nel 1796 conclusa con l'uccisione dei padroni del locale castello; i Doria mantennero comunque la signoria santostefanese fino al 1797.

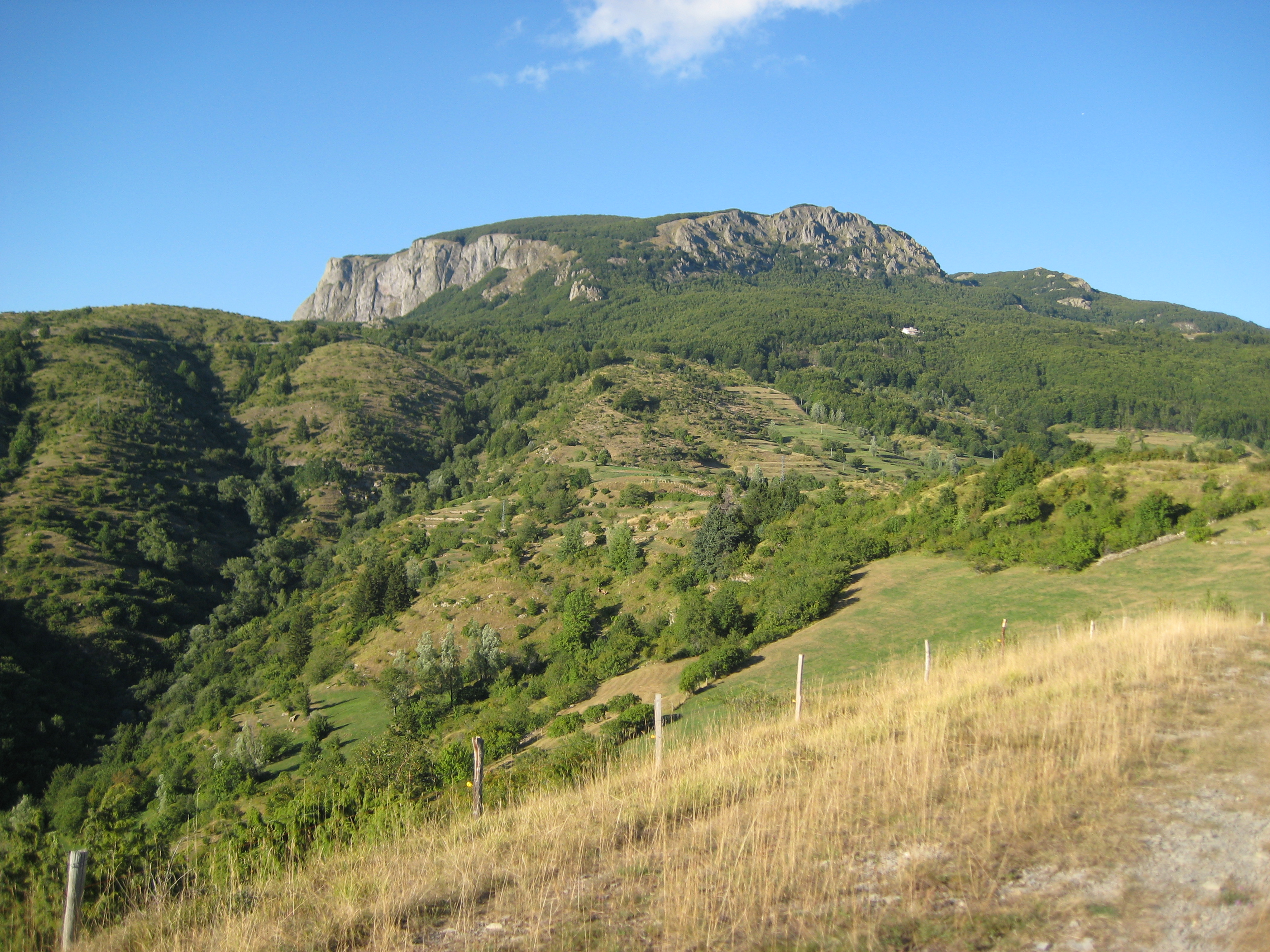
Il monte Maggiorasca

Da tale anno con la dominazione francese di Napoleone Bonaparte rientrò dal 2 dicembre nel dipartimento dei Monti Liguri Orientali, con capoluogo Ottone, all'interno della Repubblica Ligure. Dal 28 aprile del 1798 con i nuovi ordinamenti francesi, Santo Stefano d'Aveto rientrò nell'XI cantone, come capoluogo, della giurisdizione dei Monti Liguri Orientali e dal 1803 centro principale del V cantone dell'Aveto nella giurisdizione dell'Entella.
Nel 1803 le furono aggregate le municipalità di Amborzasco e Magnasco, queste ultime istituite e rese autonome nel 1797 con decreto dell'arcitesoriere dell'impero francese e nel 1804 i comuni di Allegrezze, Alpepiana e Pievetta anch'essi costituiti nel 1797. Annesso al Primo Impero francese dal 13 giugno 1805 al 1814 venne inserito nel dipartimento degli Appennini. Nel 1805 la frazione di Cabanne venne ceduta al comune di Santo Stefano d'Aveto dalla municipalità di Rezzoaglio.
Con l'inserimento nel Regno di Sardegna dal 1815, secondo le decisioni del congresso di Vienna del 1814, la municipalità di Rezzoaglio venne soppressa e aggregata al comune di Santo Stefano d'Aveto - pur conservandone l'ufficio locale di stato civile fino al 1876 - tranne le località di Rezzoaglio, Rezzoaglio basso, Alpepiana, Brignole, Calcinara, Casaleggio, Costafigara, Isola Rotonda, Ertola, Esola, Garba, Lovari, Molini, Scabbiamara, Vicomezzano, Vicosoprano, Villa Cerro, Villa Piano, assieme alle località di Ascona con una parte del comunello di Torrio (con confine il punto di dogana di Pietra-Sorello con il Ducato di Parma e Piacenza), con Caselle, Cornaleto, Pareto, Pievetta, Torrini, che entrarono a far parte della provincia di Bobbio. Dopo il 1859, e con l'Unità d'Italia, le suddette frazioni avetane erano nel circondario di Bobbio assegnato alla nuova provincia di Pavia; quindi dal 1923 al 1926 le località passarono nel circondario di Chiavari. Il rimanente territorio venne aggregato direttamente a Santo Stefano d'Aveto nella provincia di Chiavari sotto la divisione di Genova. Dal 1859 al 1926 il territorio fu compreso nel IV mandamento di Santo Stefano d'Aveto del circondario di Chiavari dell'allora provincia di Genova, nel Regno d'Italia.
Il comune di Rezzoaglio fu nuovamente ricostituito a partire dal 1918 assieme alle principali frazioni di Alpepiana, Cabanne, Magnasco e Priosa, anche se la scelta della sede comunale causa la fine della prima guerra mondiale e le lungaggini burocratiche, con alterne vicende e ricorsi, vide la sua piena operatività verso il 1921.
È legata al territorio di Santo Stefano d'Aveto e al periodo della seconda guerra mondiale la figura del carabiniere Albino Badinelli (medaglia d'oro al merito civile), fucilato dai nazi-fascisti dopo essersi consegnato spontaneamente in cambio di alcuni civili e per risparmiare il borgo dalle fiamme. Badinelli, prima di morire sotto i colpi del fucile, baciando il crocifisso dichiarò apertamente il perdono per i suoi uccisori.
Dal 1973 al 30 aprile 2011 ha fatto parte della Comunità montana Valli Aveto, Graveglia e Sturla.

### Simboli
Stemma
Gonfalone

Lo stemma e il gonfalone sono stati concessi con il decreto del presidente della Repubblica n. 2218 del 9 febbraio 1983.

## Monumenti e luoghi d'interesse

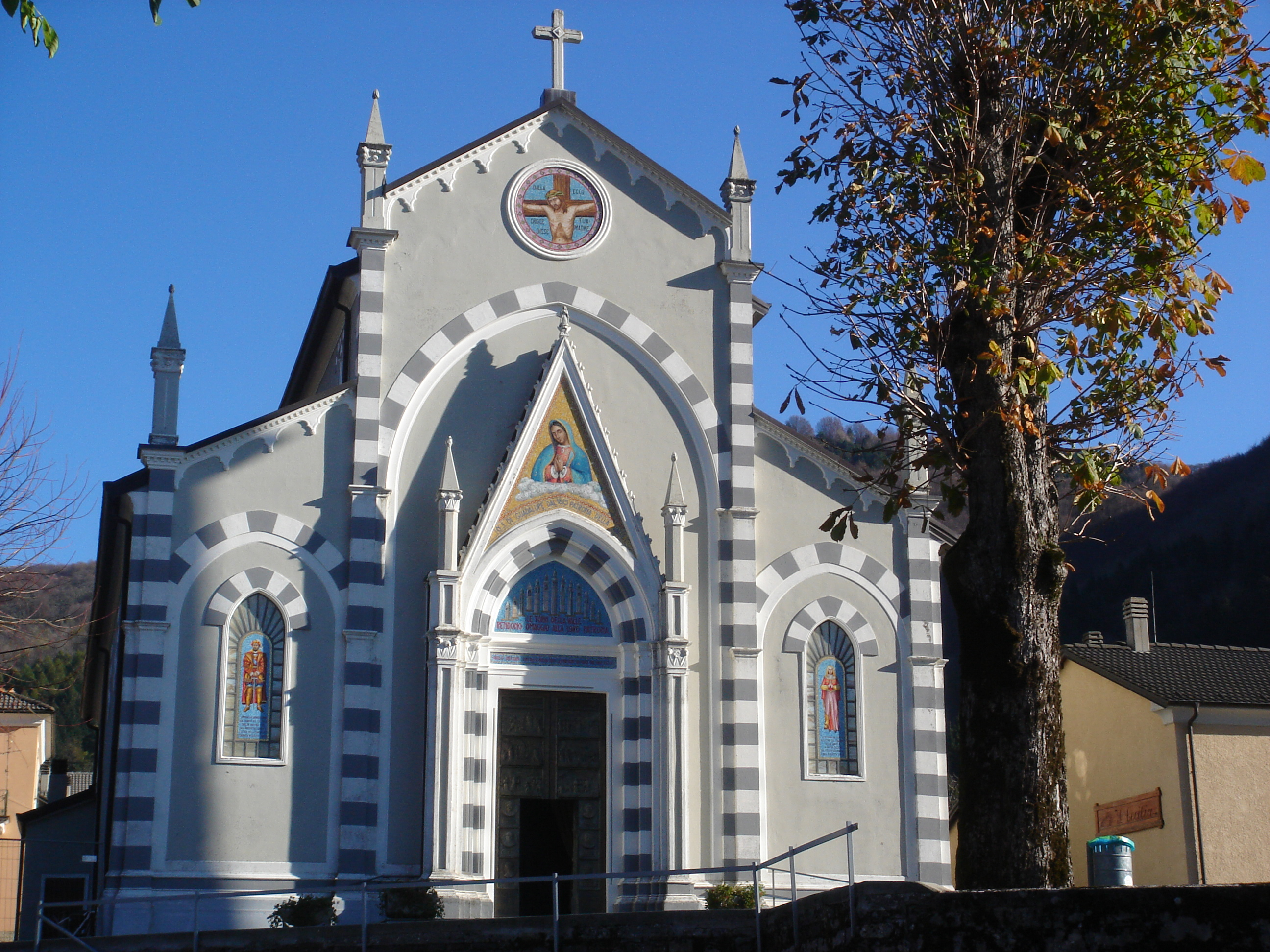
Il santuario della Madonna di Guadalupe

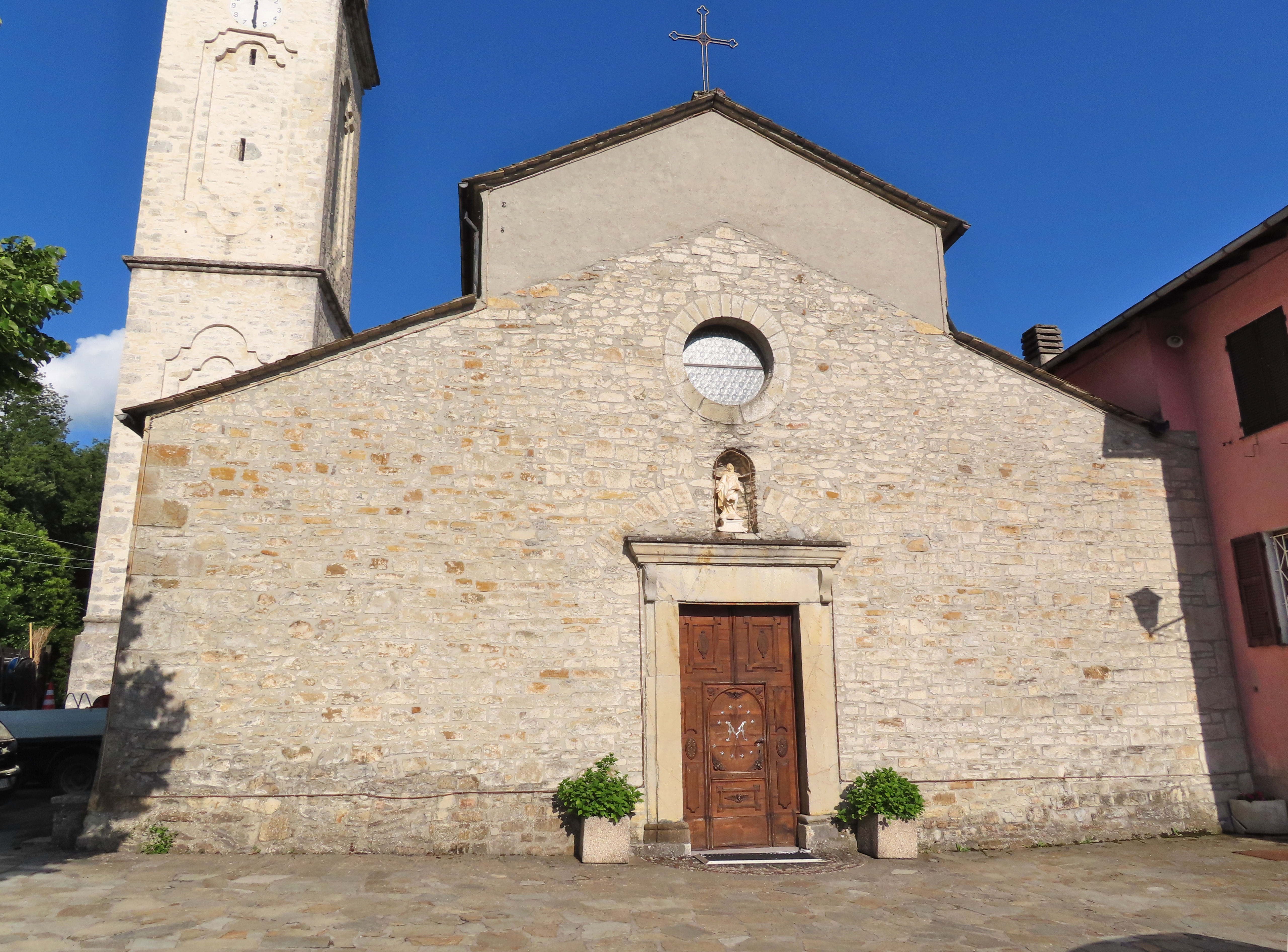
La chiesa parrocchiale di Santa Maria Assunta nella frazione di Allegrezze

### Architetture religiose
Le parrocchie dipendono dal vicariato di Bobbio, Alta Val Trebbia, Aveto e Oltre Penice della diocesi di Piacenza-Bobbio.
- Chiesa parrocchiale di Santo Stefano-santuario della Madonna di Guadalupe nel capoluogo. Nell'edificio viene conservata un'immagine della Santa portata nel santuario nel 1804 dalla chiesa di San Pietro in Piacenza. Il santuario conserva dal 1811 anche una tela che raffigura la Vergine donata all'edificio dal cardinale Giuseppe Maria Doria Pamphilj, segretario di Stato di papa Pio VII. Si narra che questa tela fosse sulle navi del suo antenato Andrea Doria nel 1571, durante la Battaglia di Lepanto. Il quadro, copia dell'immagine impressa sulla tilma, gli era stato donato all'ammiraglio dal re di Spagna Filippo II. La chiesa di stile gotico toscano fu ricostruita nel 1928 in sostituzione della vecchia settecentesca di cui rimane il campanile. L'altare maggiore espone ai lati del vecchio quadro due pale dedicate a Santo Stefano ed a Santa Maria Maddalena. Le parti in legno sono state eseguite da maestri della val Gardena.
- Chiesa parrocchiale di Santa Maria Assunta nella frazione di Allegrezze. Sita nella piazza principale del paese, eretta nel X secolo, compare in alcuni documenti del 1287. Sul muro della vasca battesimale un affresco raffigura il Battesimo di Gesù di pittore sconosciuto, ma forse risalente al Cinquecento.
- Chiesa parrocchiale di San Michele arcangelo nella frazione di Alpicella d'Aveto. Fino al 1893, anno della erezione con il titolo di prevostura, la chiesa di Alpicella era comparrocchiale con quella di Allegrezze. Venne consacrata il 26 maggio del 1920. Dalla parrocchia dipendono:
- Oratorio di Nostra Signora della Pace a Gavadi;
- Oratorio di Nostra Signora di Montallegro o della Beata Vergine della Visitazione a Villaneri.
- Chiesa parrocchiale dei Santi Angeli Custodi nella frazione di Amborzasco. Passata dalla diocesi di Tortona alla diocesi di Bobbio, venne eretta a parrocchia nel 1824 con il titolo di prevostura. La chiesa, consacrata il 2 ottobre del 1954, è caratterizzata dall'alto campanile in pietra del 1768.
- Istituto delle suore Figlie di Maria Santissima dell'Orto (o Gianelline) di Amborzasco.
- Chiesa parrocchiale di San Bernardo da Mentone nella frazione di Ascona.
- Cappella del Sacro Cuore di Gesù nella frazione di Ascona. Edificata nel 1974, è situata sulla carrozzabile che porta ad Ascona. Come scritto sulla targa commemorativa una donna, Barattini Ida, volle la costruzione di quella cappella proprio nel luogo da cui per la prima volta sulla carrozzabile si intravede fra gli alberi il paese. La cappella è meta di sosta e preghiera, soprattutto fra gli anziani del luogo che nei pomeriggi di sole si recano a piedi a questa cappella per porre fiori e recitare il rosario.
- Chiesa parrocchiale di San Giovanni Battista nella frazione di Pievetta. Eretta a parrocchia nel 1634.

### Architetture civili

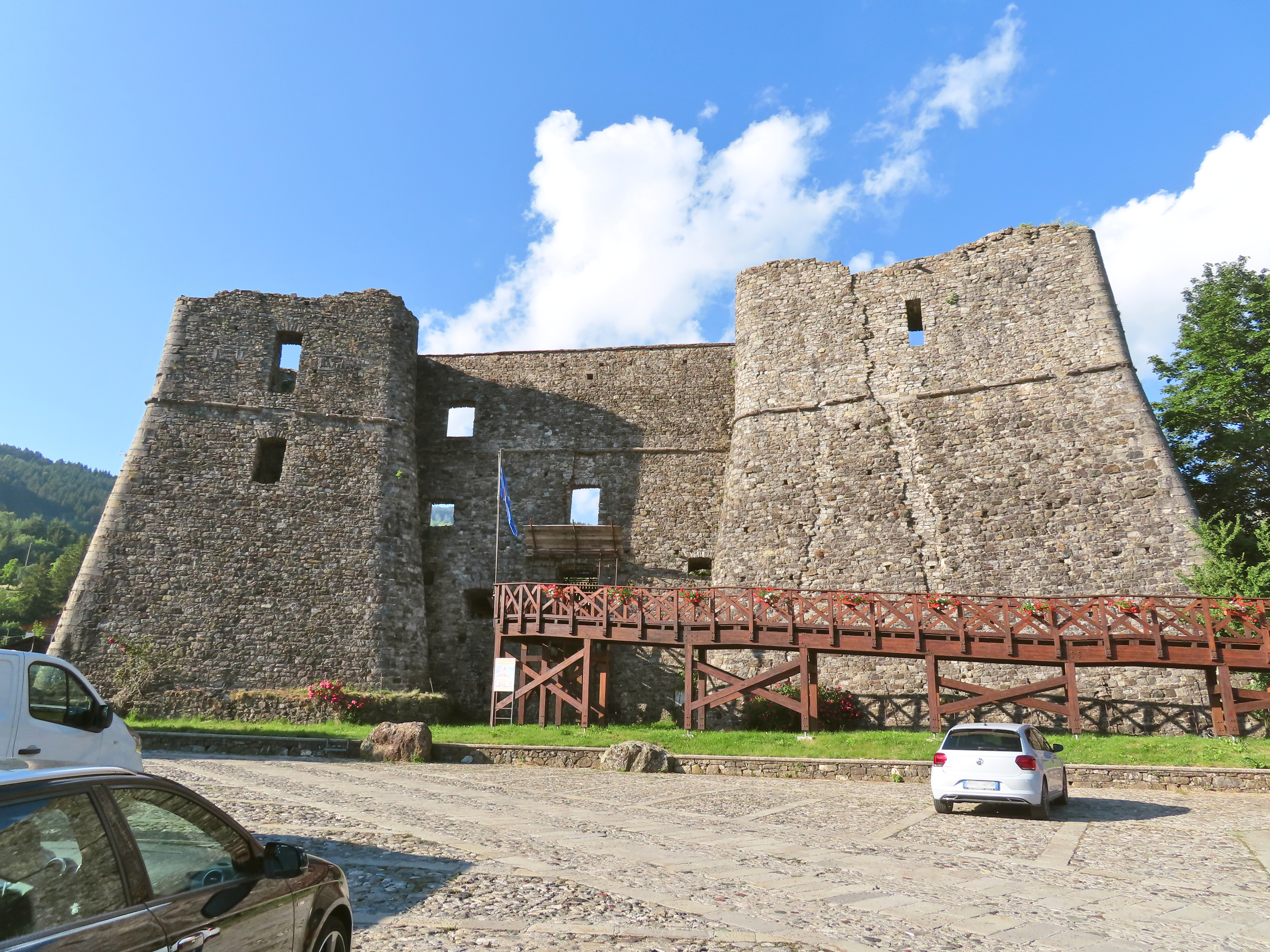
Il castello locale presso il paese

- Colonia Piaggio. L'ex colonia fu costruita in località Campomenoso tra il 1936 e il 1938 su progetto dell'architetto Luigi Carlo Daneri.
- Ponte di Cornaleto. Nei pressi del bivio che dalla carrozzabile che collega Rezzoaglio a Caselle e Allegrezze conduce alla frazione di Cornaleto, vi è un caratteristico ponte in pietra ad unica campata sovrastante il torrente Gramizza. Il ponte fu costruito dal comune di Santo Stefano d'Aveto nel 1825 anche se, alcuni studi, attestano la presenza di un già preesistente attraversamento con struttura e forma romanica.

### Architetture militari
- Castello di Santo Stefano d'Aveto.
- Ruderi del castelluzzo dei Della Cella di Caselle di Allegrezze.
- Casa-torre di Amborzasco.
- Ruderi della torre di Castelà fra Pievetta e Campomenoso.

## Società

### Evoluzione demografica
Abitanti censiti

### Etnie e minoranze straniere
Secondo i dati Istat al 31 dicembre 2022, i cittadini stranieri residenti a Santo Stefano d'Aveto sono 24

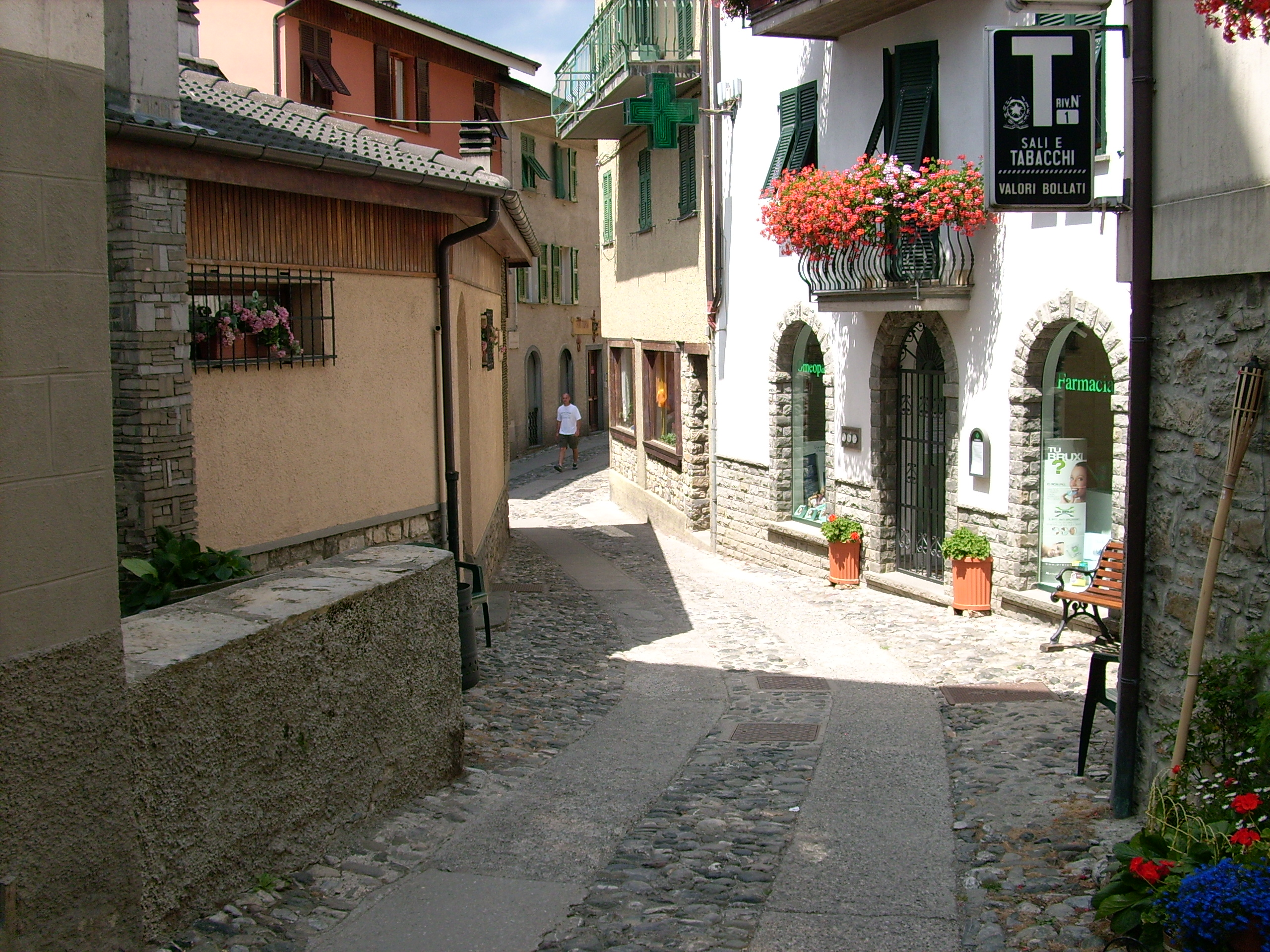
La via principale del centro storico

## Cultura

### Musica
- Complesso musicale di Santo Stefano d'Aveto APS, fondato nel 1856 e diretto dal maestro Davide Pedrazzi, al suo interno è formato dalla banda musicale, dal coro polifonico misto e dalla scuola di formazione musicale.

### Eventi

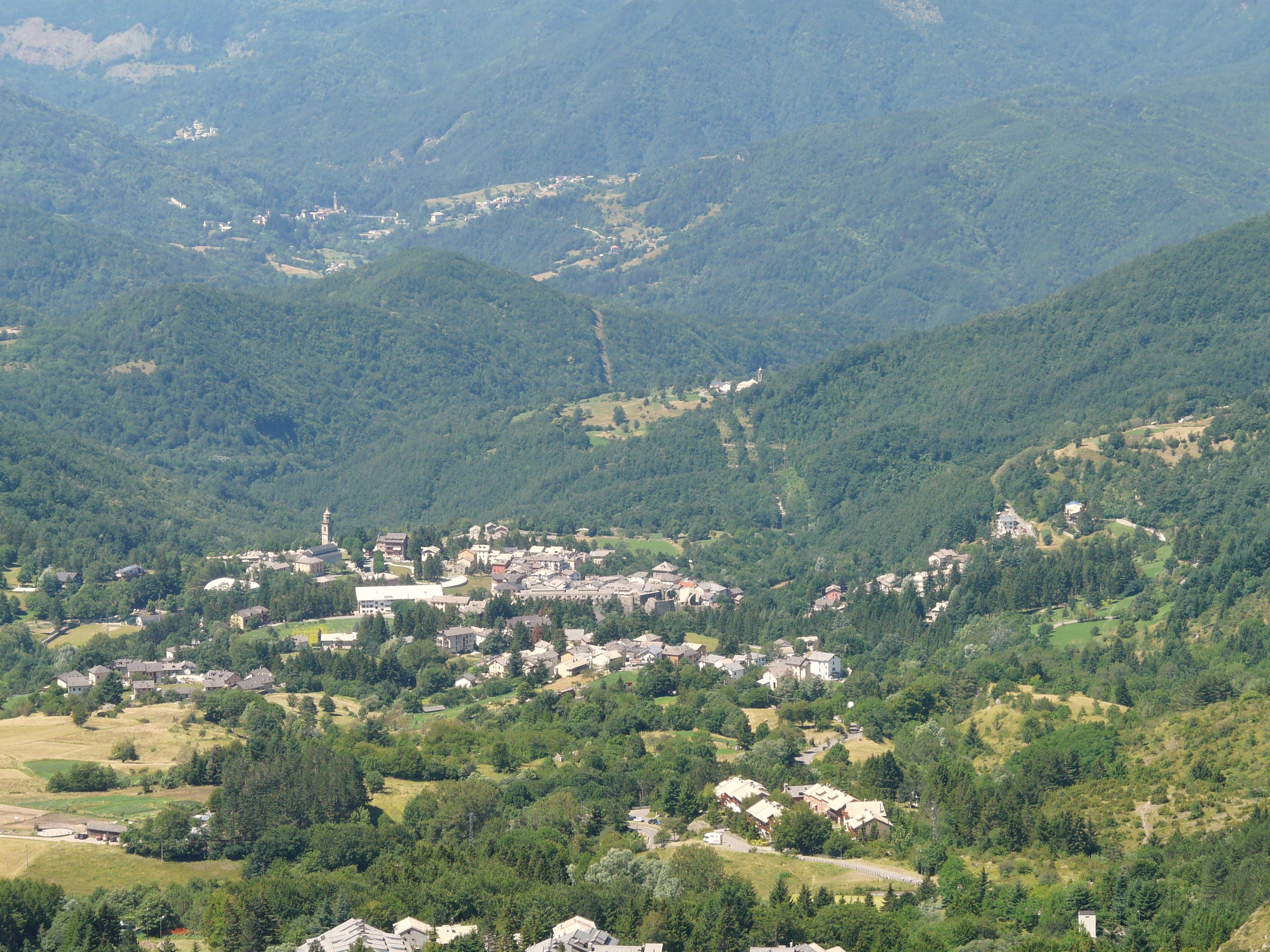
Panorama di Santo Stefano d'Aveto

Ogni autunno, verso la fine del mese di ottobre, lungo le strade di Santo Stefano d'Aveto si svolge la transumanza, spettacolare festa strettamente legata alla tradizione agricola e culturale della val d'Aveto. Nel periodo natalizio prendono forma i mercatini di Natale, con prodotti di agricoltura e artigianato locali.

## Geografia antropica
Il territorio è costituito dalle frazioni di Allegrezze, Alpicella d'Aveto, Amborzasco, Ascona, Casoni, Casafredda, Cornaleto, Costapelata, Gavadi, Gramizza, La Villa, Montegrosso, Pievetta, Rocca d'Aveto e Villaneri per un totale di 54,78 km2. Confina a nord con il comune di Ferriere (PC), a sud con Borzonasca e Tornolo (PR), ad ovest con Rezzoaglio e ad est con Bedonia (PR).

## Economia
Si basa sulla produzione agricola e sul turismo. Nel periodo invernale, grazie agli impianti sciistici e agli anelli di sci di fondo, è meta di sciatori provenienti dal territorio metropolitano, dalla val Fontanabuona, dal Tigullio e dalle altre province confinanti con la Liguria. Il comune è stato insignito della Bandiera arancione dal Touring Club Italiano.

## Infrastrutture e trasporti

### Strade
Il centro di Santo Stefano d'Aveto è attraversata principalmente dalla strada statale 654 di Val Nure che gli permette il collegamento stradale con le frazioni del comune di Rezzoaglio. Dalla strada statale 586 della Valle dell'Aveto, primaria arteria viaria della valle omonima, dipartono la provinciale 28 di Pievetta e la provinciale 72 di Alpepiana per raggiungere le altre frazioni e località del territorio santostefanese e rezzoagliese.

### Mobilità urbana
Dal comune di Chiavari un servizio di trasporto pubblico locale gestito dall'AMT garantisce quotidiani collegamenti bus con Santo Stefano d'Aveto e per le altre località del territorio comunale.

## Amministrazione

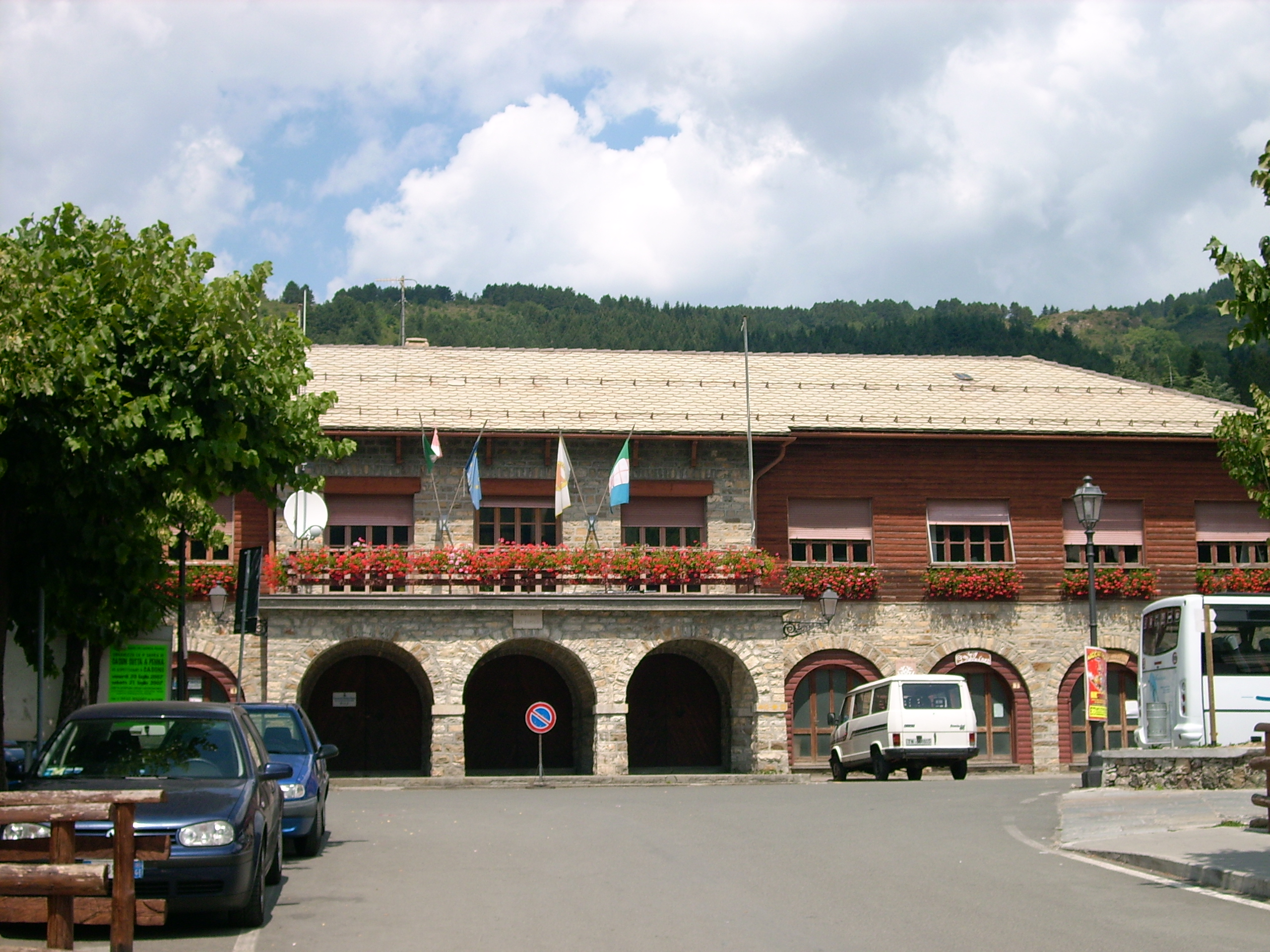
Il municipio

| Periodo        | Periodo        | Primo cittadino        | Partito                                              | Carica      | Note   |
| -------------- | -------------- | ---------------------- | ---------------------------------------------------- | ----------- | ------ |
| 12 giugno 1985 | 12 giugno 1990 | Emilio Fugazzi         | Indipendente                                         | Sindaco     |        |
| 12 giugno 1990 | 24 aprile 1995 | Emilio Fugazzi         | Democrazia Cristiana                                 | Sindaco     |        |
| 24 aprile 1995 | 14 giugno 1999 | Maria Antonietta Cella | Uniti per il nuovo (lista civica)                    | Sindaco     |        |
| 14 giugno 1999 | 4 giugno 2004  | Maria Antonietta Cella | Uniti per il nuovo (lista civica)                    | Sindaco     | [ 19 ] |
| 4 giugno 2004  | 14 giugno 2004 | Daniela Brindicci      |                                                      | Comm. pref. |        |
| 14 giugno 2004 | 8 giugno 2009  | Cristoforo Campomenosi | Montagna unita (lista civica)                        | Sindaco     |        |
| 8 giugno 2009  | 26 maggio 2014 | Giuseppe Maggiolo      | Montagna unita (lista civica)                        | Sindaco     |        |
| 26 maggio 2014 | 27 maggio 2019 | Maria Antonietta Cella | Dai voce alle idee (lista civica)                    | Sindaco     | [ 20 ] |
| 27 maggio 2019 | 10 giugno 2024 | Giuseppe Tassi         | Santo Stefano cambia (lista civica di centro-destra) | Sindaco     | [ 21 ] |
| 10 giugno 2024 | in carica      | Roberto Pareti         | Progetto Val d'Aveto (lista civica)                  | Sindaco     |        |

### Altre informazioni amministrative
Santo Stefano d'Aveto fa parte dell'Unione dei comuni montani dell'Alta Val d'Aveto, di cui ospita la sede.

## Sport

### Calcio
- A.S.D. Pol. Val D Aveto, militante nel campionato di Terza Categoria.

### Rally
Il paese è sede di partenza e arrivo delle Ronde dalla Val d'Aveto, che si disputa sulla strada per il monte Penna. Dal 2017 accoglie i due giorni del Rally della Lanterna e Rally della Val d'Aveto, che con il nuovo format, riprende molte strade storiche del rally, su tutta la valle.

### Impianti sciistici

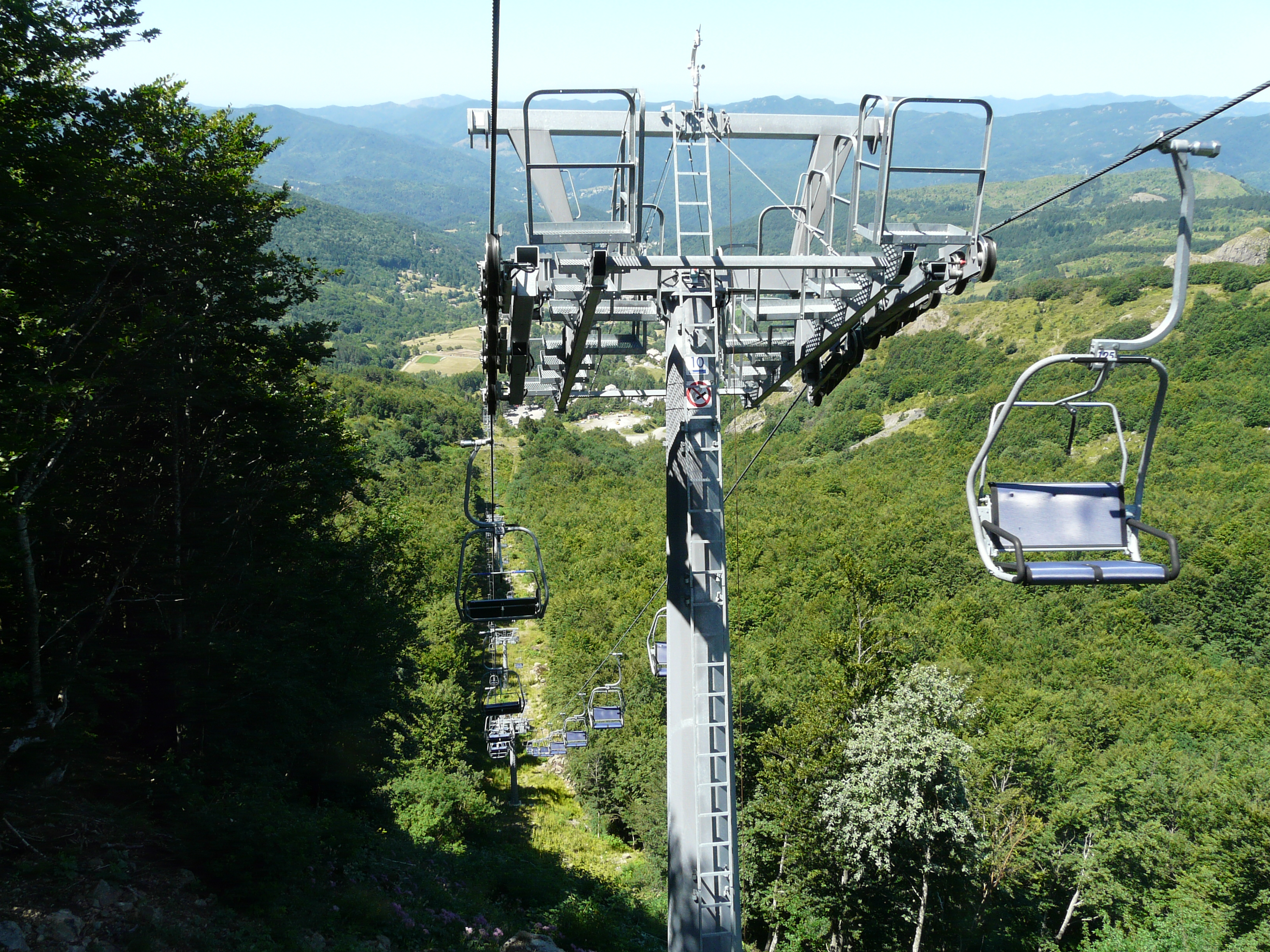
L'impianto di risalita Rocca d'Aveto-Prato della Cipolla

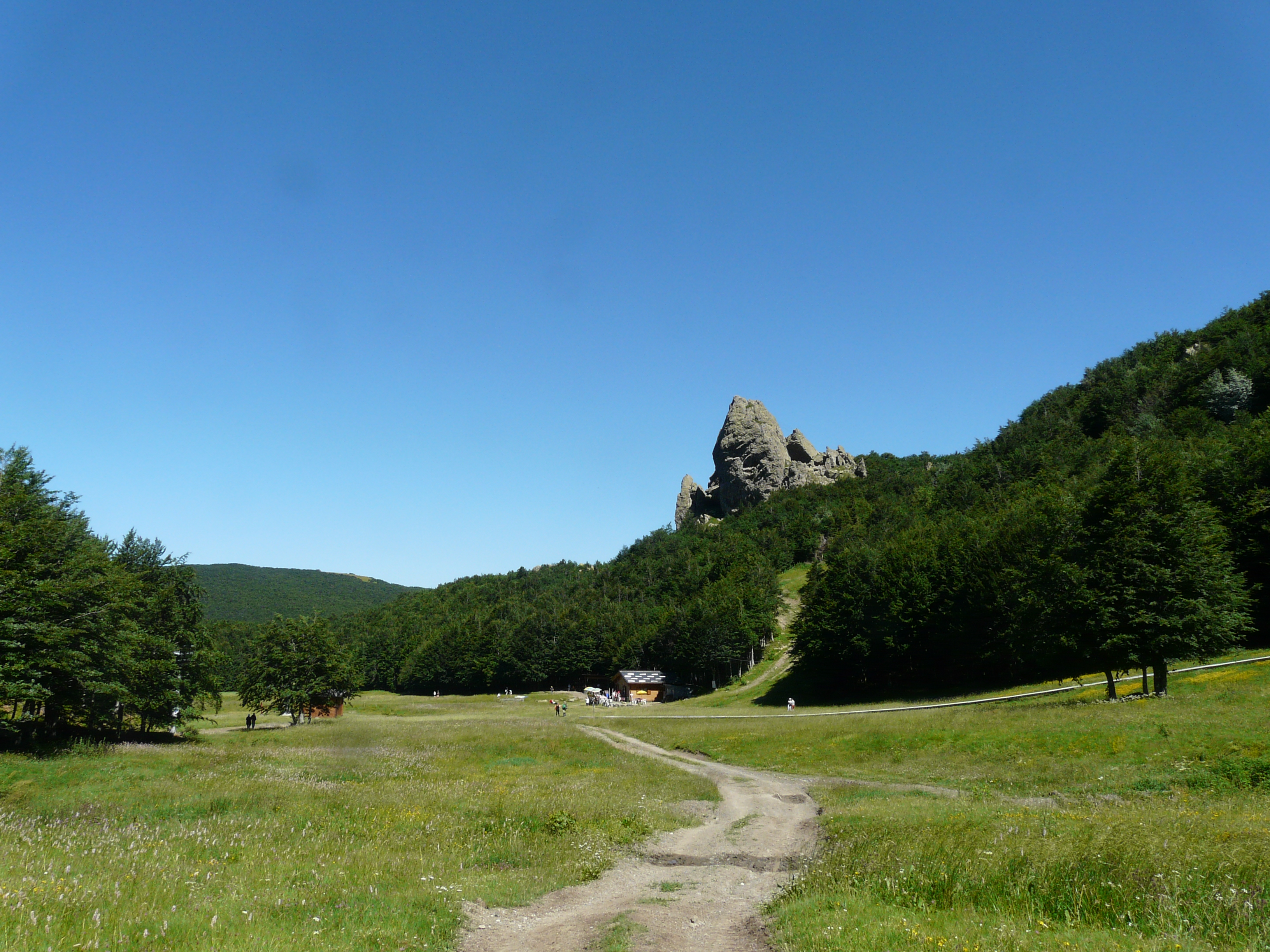
Il Prato della Cipolla

Santo Stefano d'Aveto, grazie agli impianti di risalita posti nella vicina frazione di Rocca d'Aveto, è stata dagli anni cinquanta in poi una florida stazione sciistica che attirava sciatori e turisti dall'intera Liguria e dalle vicine Emilia e Lombardia. Gli impianti erano costituiti da una bidonvia e due sciovie posti sulle pendici del monte Bue. Dopo alcuni anni di scarso innevamento e di crisi economica della società proprietaria degli impianti (di cui il comune deteneva la quota di maggioranza) nel 1993 essi sono stati chiusi ad eccezione del piccolo skilift del Pratobello che conta di una breve pista baby con illuminazione notturna ed innevamento artificiale tuttora attiva.
Dal 26 dicembre 2008, a fronte di investimenti atti allo sviluppo del turismo montano della Regione Liguria, a Santo Stefano d'Aveto è attiva una nuova seggiovia, un nuovo skilift (2009) ed un marciapiede mobile con snowpark sulle pendici del monte Bue costruiti per rilanciare il turismo invernale ed estivo. Ad aggiungersi alla costruzione di questi impianti è stata anche effettuata la ristrutturazione e l'ingrandimento del rifugio del Prato della Cipolla. La società che gestisce gli impianti è la Santo Stefano Servizi S.r.l. che ha dato in appalto la costruzione della seggiovia alla Doppelmayr Garaventa S.p.A..
Tra la primavera-estate del 2010 è stato appaltato un secondo lotto maggiore di lavori con la costruzione dell'impianto di innevamento artificiale (con costruzione di un laghetto artificiale), la ristrutturazione del rifugio del monte Bue (1780 metri) e una nuova seggiovia biposto in continuazione della prima. Quest'ultima è stata definitivamente completata nel mese di settembre 2010 con l'ufficiale inaugurazione il 9 ottobre alla presenza di cariche istituzionali comunali, provinciali e regionali. Nel prossimo futuro è prevista un'alleanza comprensoriale tra le due regioni confinanti, Liguria ed Emilia-Romagna, e quindi tra il territorio metropolitano di Genova e le province di Parma e Piacenza, per un completo sviluppo e sinergia dell'area sciistica compresa tra i comuni di Santo Stefano d'Aveto, Bedonia e Ferriere.

## Note

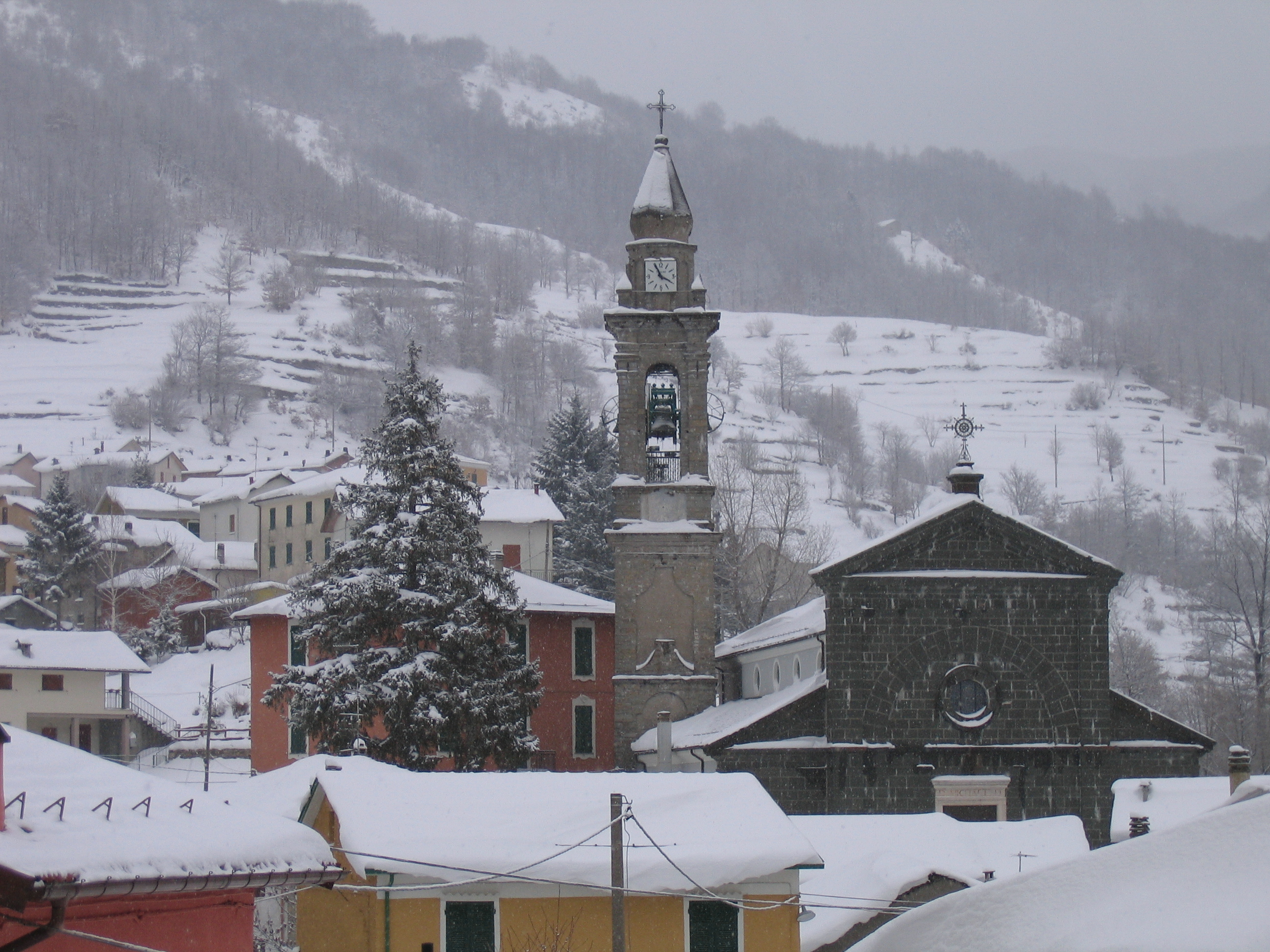
La frazione di Alpicella d'Aveto sotto la neve